# Толстой Лев Миколайович (генерал)
Лев Миколайович Толсто́й (нар. 21 жовтня 1935 — пом. 23 лютого 2013) — «почесний кримчанин», нащадок письменника Л. М. Толстого, генерал-майор.

## Робота в КДБ— СБУ
У 1944 у 9 років став курсантом Суворовського училища. Закінчивши його з золотою медаллю, він продовжив службу у військовому училищі імені Верховної Ради РРФСР.
У 1956 в числі 15 найкращих випускників був направлений на службу в Кремлівський полк, де пройшов шлях від лейтенанта до майора, керівника великого підрозділу.
Закінчивши вищу школу Комітету держбезпеки СРСР ім. Дзержинського, в 1967, був переведений до Криму на службу в 9-й відділ 9 управління КДБ СРСР, керував урядовою дачею «Тесселі» — колишнім маєтком друзів Пушкіна Раєвських, де прослужив до 1995 і закінчив службу в званні генерал-майора.
Керував питаннями безпеки при організації візитів до Криму президента США Річарда Ніксона, лідерів країн Варшавського договору, Рауля Кастро, канцлера ФРН Віллі Брандта, королів Непалу і Афганістану.
Після закінчення служби працював радником директора цієї дачі.

## Родич російського письменника
Л. М. Толстой — правнук Сергія Толстого, старшого брата російського письменника. Вів роботу з увічнення його пам'яті в Криму.
В 1999 — за значний внесок у збереження та пропаганду доробку письменника Льва Миколайовича Толстого, увічнення його пам'яті в Криму, зміцнення спадкоємності і духовного зв'язку поколінь, примноження культурних традицій братніх слов'янських народів, особливі особисті заслуги перед Автономною Республікою Крим удостоєний звання «Почесний кримчанин».